# Афанасьев, Алексей Васильевич
Алексе́й Васи́льевич Афана́сьев (1897 — 1984) — советский военачальник, генерал-майор войск связи (1940), начальник связи артиллерии Советской Армии.

## Биография
Родился в деревне Львово Волоколамского уезда Московской губернии
Из крестьян. Образование церковно-приходское. В Первую мировую войну дослужился до чина унтер-офицера. Участвовал в подпольной партийной работе. Принимал участие в штурме Зимнего дворца в Петрограде во время Октябрьской революции.
В рядах РККА с 1918 года. В годы Гражданской войны — был связистом у В. И. Чапаева, затем командиром роты связи 27-й стрелковой дивизии 5-й армии. В составе этой части участвовал в освобождении Красноярска, разгроме войск Унгерна, разоружении партизанских отрядов Щетинкина.
По окончании боевых действий вместе с преобразованной в трудовую армию дивизией работал в угольных копях близ Черногорска; затем с апреля воевал с белополяками.
В межвоенный период повышал квалификацию при Высшей военной школе Красной армии и Артиллерийской академии РККА имени Ф. Э. Дзержинского. Инструктор корпуса.
В 1937 году назначен начальником Киевского училища связи имени М. И. Калинина (ныне, после объединения с КВИРУ ПВО им. Покрышкина — Киевский военный институт управления и связи КПИ). Генерал-майор войск связи (постановление СНК СССР от 06.04.1940 г.).

### В годы Великой Отечественной войны
Летом 1941 года училище было эвакуировано в Красноярск (возвращено в Киев в июле 1944 года); из числа его офицеров в ноябре 1941 г. был сформирован отдел связи 26-й армии (с декабря 1941 г. — 2-й ударной армии Волховского фронта). Начальником отдела связи армии в ноябре 1941 г. был назначен генерал Афанасьев.
После разгрома 2-й УА с 25 июня 1942 г. выходил из окружения в Мясном Бору, 13 июля попал в партизанский отряд под командованием бывшего секретаря Лужского райкома ВКП(б) И. Д. Дмитриева и 24 июля был переправлен оттуда самолётом в штаб Волховского фронта. Со слов генерала Афанасьева, он был последним из старших офицеров, кто видел А. А. Власова. Он был также единственным из высшего командного состава 2-й УА, вышедшим из окружения.
После выхода из окружения и излечения в августе 1942 г. вновь назначен начальником отдела связи 2-й Ударной армии. С ноября 1943 г. — заместитель начальника Управления связи 2-го Украинского фронта, с декабря 1943 г. — начальник инженерно-командного факультета Военной электротехнической академии связи им. С. М. Буденного. В октябре 1944 г. — начальник Орджоникидзевского военного училища связи, в апреле 1945 г. — Грозненского военного училища связи.

### После Великой Отечественной войны
В послевоенные годы — в войсках связи. Последняя должность — начальник связи артиллерии Советской Армии. В марте 1953 года уволен из кадров Советской Армии.
В отставке генерал Афанасьев более 30 лет был главой комитета содействия при Бауманском военкомате города Москвы. Скончался в 1984 году, похоронен на Ваганьковском кладбище.

## Семья
- Сын Юрий Алексеевич Афанасьев (1923—2001) — офицер-связист.

## Награды и звания
- Орден Ленина (21.02.1945[3])
- Три Ордена Красного Знамени (11.08.1943, 03.11.1944[3], 1948[3])
- Два Ордена Красной Звезды
- Медаль "XX лет РККА" (1938)